# Festival Jordi Savall
El Festival Jordi Savall és un festival internacional dedicat a la música antiga i a les músiques del món, que té lloc anualment durant el mes d'agost a diversos espais històrics i patrimonials de les comarques de l'Alt Camp i la Conca de Barberà, tals com la ciutat de Valls, Alcover i Montblanc i amb seu principal al Monestir de Santes Creus. Fundat l'any 2021 pel reconegut intèrpret i director d'orquestra Jordi Savall. El festival està organitzat per la Fundació Centre Internacional de Música Antiga i, des de la seva creació, la direcció general recau en Martí Sancliment.

## Història
El festival neix amb la voluntat de generar una experiència artística i cultural on conflueixen la música, la història, el pensament i el diàleg intercultural. Ha esdevingut un esdeveniment de referència dins l’escena musical europea i forma part de la Xarxa de Festivals de Catalunya, FestClásica i l'Associació Europea de Festivals. El 2023, va ser finalista als European Festival Awards. Ha estat escenari d'estrenes i produccions internacionals, com el projecte Un mar de músiques de Jordi Savall, i la presentació de l'orquestra Les Musiciennes du Concert des Nations, formada exclusivament per dones.
El festival ha comptat amb la participació de reconeguts artistes com el Quartet Casals, Olga Pashchenko, Ricercar Consort, Waed Bouhassoun, Alfia Bakieva, Marc Hantaï i Pierre Hantaï, i també programa regularment els principals conjunts fundats per Jordi Savall: Hespèrion XXI, Le Concert des Nations, La Capella Reial de Catalunya, La Jove Capella Reial de Catalunya (dirigida per Lluís Vilamajó) i Orpheus 2], una orquestra intercultural amb joves músics refugiats i migrants. Des del 2025, inclou programació de dansa, amb residències com la protagonitzada per la coreògrafa Federica Porello i el violoncel·lista Daniel Claret.
El festival organitza conferències i trobades amb figures del pensament contemporani com Nuccio Ordine, Maria Bartels, Carolin Emcke, Kristian Herbolzheimer i Koert Duboeuf. Aquestes activitats es realitzen en col·laboració amb l'Arxiu Bibliogràfic de Santes Creus i l'Institut Europeu de la Mediterrània.
Cada edició del festival compta amb un cartell dissenyat per un artista reconegut. El 2022 la imatge fou una obra original d'Antoni Tàpies, el 2023 de Francesca Llopis, el 2024 de l’artista japonesa Rina Ota, i el 2025 de Frederic Amat.